# Багратион, Иван Александрович

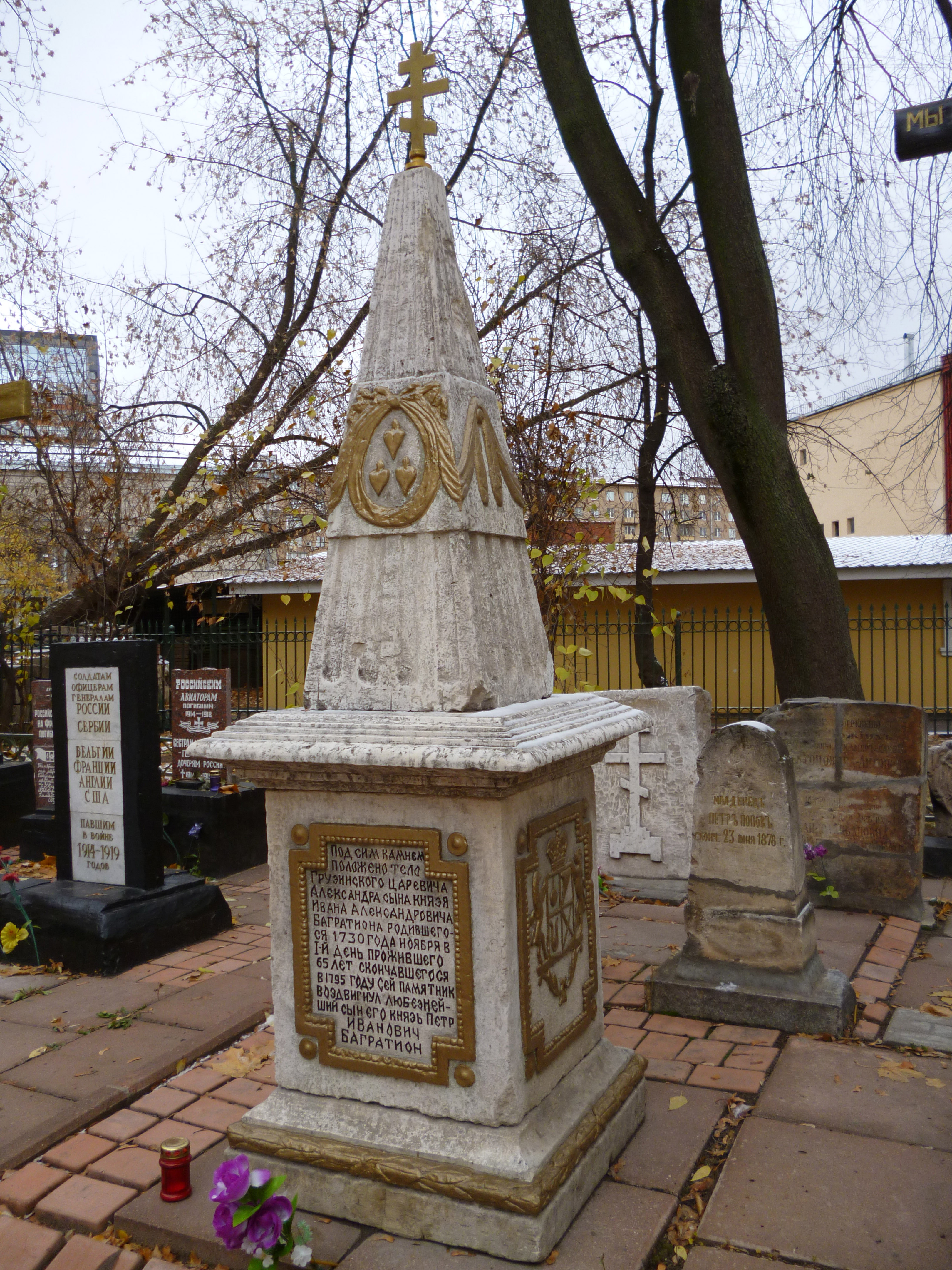
Надгробие князя Александра Ивановича Багратиона

Иван Александрович Багратион, Иванэ Багратиони (груз. ივანე ბაგრატიონი; 1 ноября 1730 — 27 октября 1795) — грузинский князь, представитель династии Багратиони.

## Биография
Иван Багратион родился в Иране, старший сын князя Александра Багратиони (1705/1708 — 1773), внук царя Картли Иессе (1680—1727), правившего в 1714—1716, 1724—1727 годах.
Его отец Александр переехал в Россию в 1759 году и получил чин подполковника российской императорской армии. Его брат Кирилл Багратион (1750—1828) был генерал-майором русской армии и членом Сената.
Князь Иван Багратион служил в русской армии на Кавказской пограничной линии. Служил в Кизлярской крепости. Он не знал русского языка и вскоре вышел в отставку в чине секунд-майора.
Надгробие якобы князя Ивана Александровича находится в Всесвятском храме (Храм Всех Святых во Всехсвятском) в Москве. Памятник был установлен на его могиле якобы его сыном, генералом Петром Ивановичем Багратионом. Памятник сохранился и представляет собой рифленую пирамиду на высоком постаменте. Надгробие князя неоднократно меняло свою позицию. Сейчас оно находится в северной части храма возле мемориала «примирения народов». Надгробие Багратиона относится к историческим памятникам и имеет федеральное значение.
Сейчас надпись на одной из сторон пирамиды написана современным алфавитом (т.е. сделана не ранее 1918 года) и уже существовала к 1961 году.  А в конце XIX века надпись на пирамиде уже не читалась. Видимо, надпись была обновлена при реставрации по примерным остаткам, но кто же захоронен не даёт однозначного ответа. Ибо если — Александр (умер в 1820, сын Ивана Александровича), то памятник ему не мог поставить его брат Пётр Иванович, умерший в 1812. Надпись сейчас видна следующая:
```
«Под сим камнем положено тело грузинского царевича Александра сына князя Ивана Александровича Багратиона родившегося 1730 года ноября в I-й день прожившего 65 лет скончавшегося в 1795 году Сей памятник воздвигнул любезнейший сын его князь Петр Иванович Багратион»
```

## Семья
Иван Багратион был женат на грузинской дворянке, от брака с которой имел четырёх сыновей:
- князь Пётр Багратион (1765—1812), генерал от инфантерии российской армии
- князь Александр Багратион (1771—1820)
- князь Иван Багратион (ум. 1797), подпоручик[3]
- князь Роман Багратион (1778—1834), генерал-лейтенант русской армии